# Juan Bedouret
Juan Bedouret, né le 16 août 1998 à Buenos Aires, est un footballeur argentin qui évolue au poste de défenseur central au FC Differdange 03.

## Biographie

### Formation en Argentine (jusqu'en 2021)
Né à Buenos Aires en Argentine, le joueur rejoint le CA Newell's Old Boys et dispute un match avec l'équipe réserve.  
Il rejoint en 2019 le CA Unión où il disputera 14 matchs au sein de l'équipe réserve du club.

### FC Differdange 03 (depuis 2021)
En 2021, il traverse le globe pour rejoindre le FC Differdange 03, club de BGL Ligue, au Luxembourg.
Lors de la saison 2022-2023, le joueur remporte la Coupe du Luxembourg pour la première fois de sa carrière face au FC Marisca Mersch,. En 2023-2024, il remporte avec Differdange le premier championnat de BGL Ligue de l'histoire du club, après un derby tendu face au FC Progrès Niederkorn,.

## Palmarès
| FC Differdange 03 (4) :                                                                                               |
| --- |
| - BGL Ligue (2) - Champion : 2024 et 2025 - Vice-champion : 2022 - Coupe du Luxembourg (2) - Vainqueur : 2023 et 2025 |